# Judith de la Mata
Judith de la Mata Fernández de Puente (Huánuco, 9 de agosto de 1936) es una abogada, docente y política peruana. Es miembro y reconocida figura del Partido Aprista Peruano, desempeñando los cargo de congresista por Lima en el periodo 2001-2006 y senadora en el lapso 1985-1990. Fue también embajadora de Perú en Argentina durante el segundo gobierno aprista y abogada de Alan García, expresidente del Perú y líder histórico del aprismo.

## Biografía
Judith de la Mata nació el 8 de agosto de 1936 en el departamento de Huánuco en Perú. Fue hija de Miguel de la Mata Beraún y de Eva Fernández.
Estudió docencia en la Universidad Mayor de San Marcos y Derecho en la Pontificia Universidad Católica del Perú. Luego trabajó como profesora en el Ministerio de Educación y fue miembro del consejo directivo del Colegio de Abogados de Lima desde el año 1984 hasta 1985.
Fue también fundadora y directora del Colegio Municipal del distrito de Pueblo Libre, asesora del Instituto Peruano de Seguridad Social, catedrática de la Universidad Nacional Federico Villarreal y abogada independiente desde el año 1962.
Como política se inició militando en el Partido Aprista Peruano, partido político fundado por Víctor Raúl Haya de la Torre. En las elecciones del año 1985 obtuvo su primer cargo político al ser elegida como senadora aprista por la región Lima para el periodo 1985-1990, obteniendo 18,153 votos de preferencia.
Durante su labor en el Senado fue presidenta de la Comisión de Trabajo y de la Comisión de Corporaciones, así como miembro de las comisiones de Salud y Seguridad Social, Banca y Seguros, Desarrollo de la Amazonia, Relaciones Interparlamentarias y Justicia. De la misma manera fue integrante de la Comisión Bicameral de Presupuesto. Fue también integrante de la Mesa Directiva del Senado y colaboradora del primer gobierno de Alan García.
Culminando su periodo, De la Mata intentó ser reelegida en las elecciones del año 1990, sin embargo, no tuvo éxito. Posteriormente asumió la defensa de Alan García cuando éste era investigado por el Congreso de la República acerca de irregularidades de su primer gobierno.
Durante el autogolpe de estado del 5 de abril del año 1992, hecho generado por el presidente Alberto Fujimori, De la Mata fue perseguida por el régimen fujimorista y tuvo que encubrir momentáneamente a Alan García, quien había sido también perseguido por militares al mando de Vladimiro Montesinos, jefe del Servicio de Inteligencia Nacional del Perú y asesor presidencial de Fujimori. Posteriormente De la Mata quedó en libertad y siguió manifestándose contra el régimen fujimorista hasta su caída en el año 2000.
Postuló nuevamente al Congreso durante las elecciones del año 1995 y en las del año 2000, ambas ocasiones sin éxito. Luego participó en la Marcha de los Cuatro Suyos encabezada por Alejandro Toledo, excandidato presidencial y líder opositor al gobierno de Fujimori.
En las elecciones del año 2001, luego de la caída de la dictadura fujimorista y el retorno a la democracia con el gobierno de transición de Valentín Paniagua, Judith de la Mata fue nuevamente elegida como parlamentaria aprista para el periodo 2001-2006.
Durante su segunda gestión como congresista fue vicepresidenta de la Comisión de Constitución, miembro de la Comisión de Justicia y de la Comisión de Energía y Minas. En el año 2004, Judith de la Mata fue elegida y juramentada como segunda vicepresidenta de la Mesa Directiva del Congreso de la República presidida por Ántero Flores-Aráoz para el periodo 2004-2005.
Intentó nuevamente su reelección al Congreso de la República en las elecciones generales del 2006 por el APRA. Pasando las elecciones, no resultó reelegida.
El 19 de enero del 2007, fue nombrada Embajadora de Perú en Argentina por el expresidente Alan García en su segundo gobierno.
Permaneció en el cargo hasta el final del segundo gobierno aprista en julio del 2011.